# Redenominación
La redenominación es el proceso de cambiar el valor nominal de los billetes o monedas en circulación. Puede hacerse porque la inflación ha hecho que la unidad monetaria sea tan pequeña que circulen solamente grandes denominaciones de la moneda. En tales casos, el nombre de la moneda puede cambiar o el nombre original puede usarse con un calificativo temporal como «nuevo». La redenominación puede realizarse por otras razones, como cambiar a una nueva moneda como el euro o durante la decimalización.
La propia redenominación se considera simbólica, ya que no tiene ningún impacto en el tipo de cambio de un país en relación con otras monedas. Sin embargo, puede tener un impacto psicológico en la población al sugerir que ha terminado un período de hiperinflación y no es un recordatorio de cuánto les ha afectado la inflación. La reducción del número de ceros también mejora la imagen del país en el exterior.
La inflación en el tiempo es la principal causa de la disminución del poder adquisitivo de la unidad monetaria; pero hay una variedad de razones políticas para que el gobierno no controle la inflación o no redenomine la moneda cuando su valor se ha depreciado significativamente. Hay algunos beneficios económicos y sociales de la redenominación, incluida una mayor eficiencia en el procesamiento de transacciones de rutina. La redenominación generalmente implica la sustitución de nuevos billetes en lugar de los antiguos, que por lo general dejan de ser moneda de curso legal después de un breve período de transición.

## Inflación
En general, la redenominación se implementa en respuesta a la hiperinflación, que aumenta progresivamente los precios nominales de productos y servicios, disminuyendo el valor real de la unidad monetaria en el mercado local. Con el tiempo, los precios se vuelven excesivamente altos, lo que puede dificultar las transacciones de rutina debido al riesgo y la inconveniencia de llevar pilas de billetes, o la tensión en los sistemas, por ejemplo, los cajeros automáticos (ATM), o porque la psicología humana no maneja bien grandes números. Las autoridades pueden aliviar este problema mediante la redenominación: introduciendo una nueva unidad que reemplace a la antigua, con un número fijo de unidades antiguas que se convertirán en 1 nueva unidad. Si la inflación es el motivo de la redenominación, esta relación es mucho mayor que 1, generalmente una potencia integral positiva de 10 como 100, 1000 o 1 millón, y el procedimiento puede denominarse "cortar ceros". Ejemplos recientes de redenominaciones incluyen:
| Unidad nueva                    | = | ×      | Unidad antigua     | Año             |
| ------------------------------- | - | ------ | ------------------ | --------------- |
| Peso argentino                  | = | 10 000 | Ley peso argentino | 1983            |
| Austral argentino               | = | 1 000  | Peso argentino     | 1985            |
| Nuevo metical mozambiqueño      | = | 1 000  | viejo meticais     | 2006            |
| Segundo dólar zimbabuense (ZWN) | = | 1 000  | ZWD (primer dólar) | Agosto de 2006  |
| Tercer dólar zimbabuense (ZWR)  | = | 10 000 | ZWN                | Agosto de 2008  |
| Cuarto dólar zimbabuense (ZWL)  | = | 1 000  | ZWR                | Febrero de 2009 |
| Esta tabla no es exhaustiva.    |   |        |                    |                 |

Aunque la razón es a menudo una potencia integral positiva de 10 (es decir, quitando algunos ceros), a veces puede ser a ×10n donde a es un número entero de un solo dígito y n es un número entero positivo. Los ejemplos parciales incluyen:
| Unidad nueva                 | = | ×                  | Unidad antigua | Año  |
| ---------------------------- | - | ------------------ | -------------- | ---- |
| Rentenmark alemán            | = | 1 000 mil millones | Papiermark     | 1923 |
| Yuan de oro chino            | = | 3 millones         | yuan antiguo   | 1948 |
| Yuan "de plata" chino        | = | 500 millones       | yuanes "oro"   | 1949 |
| Nuevo dólar taiwanés         | = | 40 000             | dólares viejos | 1949 |
| Nuevo manat azerbaiyano      | = | 5 000              | viejo manat    | 2006 |
| Esta tabla no es exhaustiva. |   |                    |                |      |

Ocasionalmente, la relación se define de tal manera que la nueva unidad es igual a una moneda fuerte. Como resultado, es posible que la relación no se base en un número entero. Ejemplos incluyen:
| Unidad nueva                 | = | ×                | Unidad antigua   | = | Moneda ancla                | año                 |
| ---------------------------- | - | ---------------- | ---------------- | - | --------------------------- | ------------------- |
| Real brasileño               | = | 2 750            | cruzeiros reales | = | dólar de los Estados Unidos | 1 de julio de 1994  |
| Dinar novi yugoslavo         | = | 10 ~ 13 millones | 1994 dinara      | = | Marco alemán                | 24 de enero de 1994 |
| Esta tabla no es exhaustiva. |   |                  |                  |   |                             |                     |

En el caso de la hiperinflación, la proporción puede llegar a millones o miles de millones, hasta un punto en el que se usa la notación científica para mayor claridad o se mencionan escalas largas y cortas para eliminar la ambigüedad de qué tipo de billones o billones se refiere.
En el caso de la inflación crónica que se espera que continúe, las autoridades tienen la opción de elegir entre un índice de redenominación grande y un índice de redenominación pequeño. Si se usa una proporción pequeña, pronto se requerirá otra redenominación, lo que implicará costos en las industrias financiera, contable e informática. Sin embargo, una relación grande puede resultar en precios excesivamente altos o pequeños en algún momento del ciclo.
Después de una redenominación, la nueva unidad a menudo tiene el mismo nombre que la unidad anterior, con la adición de la palabra nuevo . La palabra nuevo puede o no eliminarse unos años después del cambio. A veces, la nueva unidad es un nombre completamente nuevo, o un nombre "reciclado" de una nueva denominación anterior o de tiempos antiguos.
| Unidad nueva                 | = | ×        | Unidad antigua   | año  | Naturaleza de la nueva unidad                                                                     |
| ---------------------------- | - | -------- | ---------------- | ---- | ------------------------------------------------------------------------------------------------- |
| Nueva lira turca             | = | 1 millón | lira vieja       | 2005 | "nuevo" es una designación oficial y se eliminó en 2009.                                          |
| Nuevo dólar taiwanés         | = | 40 000   | dólares viejos   | 1949 | "nuevo" es una designación oficial y todavía se utiliza en documentos oficiales en la actualidad. |
| Austral argentino            | = | 1 000    | Peso argentino   | 1985 | nombre completamente nuevo                                                                        |
| Dinar yugoslavo de 1993      | = | 1 millón | 1992 dinara      | 1993 | sin designación oficial                                                                           |
| Real brasileño               | = | 2 750    | cruzeiros reales | 1994 | unidad reciclada de Brasil antes de 1942                                                          |
| Esta tabla no es exhaustiva. |   |          |                  |      |                                                                                                   |

## Decimalización
Todos los países que anteriormente tenían monedas basadas en el sistema de libras-chelines-peniques (£ sd) (£ 1 = 20 chelines = 240 peniques) ahora han adoptado monedas decimales (monedas relacionadas por potencias de 10), y varios han cambiado el nombre de las principales unidad monetaria al mismo tiempo. A partir de 2020, solo dos monedas son no decimales, siendo la ouguiya mauritana y el ariary malgache, con una de cada una dividida en cinco unidades subdivisorias.

## Unión monetaria
Cuando los países forman una unión monetaria, puede ser necesaria una nueva denominación. La tasa de conversión no suele ser un número redondo y puede ser inferior a 1.
| Unidad nueva                    | = | X     | Unidad antigua               | año  | Unión monetaria                                                                          |
| ------------------------------- | - | ----- | ---------------------------- | ---- | ---------------------------------------------------------------------------------------- |
| Corona danesa                   | = | 0,5   | Rigsdaler danés              | 1873 | Unión Monetaria Escandinava                                                              |
| Gulden österreichischer Währung | = | 20/21 | Convenciones de Gulden-Münze | 1858 | Wiener Münzvertrag entre los estados de la Unión Aduanera Alemana y el Imperio Austriaco |
| Esta tabla no es exhaustiva.    |   |       |                              |      |                                                                                          |

### Lista de redenominaciones de euros
La unión monetaria más notable en la actualidad es la zona euro. En 2002 se introdujeron los euros en efectivo.
| País                                    | Unidad antigua      | Tipo de cambio (unidades antiguas por €) | Año  |
| --------------------------------------- | ------------------- | ---------------------------------------- | ---- |
| Bélgica                                 | Franco belga        | 40.3399                                  | 1999 |
| Luxemburgo                              | Franco luxemburgués | 40.3399                                  | 1999 |
| Alemania                                | Marco alemán        | 1.95583                                  | 1999 |
| Andorra, España                         | Peseta española     | 166.386                                  | 1999 |
| Andorra, Francia, Mónaco                | Franco francés      | 6.55957                                  | 1999 |
| Irlanda                                 | Libra irlandesa     | 0,787564                                 | 1999 |
| Italia, San Marino, Ciudad del Vaticano | Lira italiana       | 1936.27                                  | 1999 |
| Países Bajos                            | Florín holandés     | 2.20371                                  | 1999 |
| Austria                                 | Chelín austriaco    | 13.7603                                  | 1999 |
| Portugal                                | Escudo portugués    | 200.482                                  | 1999 |
| Finlandia                               | Markka finlandés    | 5.94573                                  | 1999 |
| Grecia                                  | Dracma griego       | 340,75                                   | 2001 |
| Eslovenia                               | Tólar esloveno      | 239,64                                   | 2007 |
| Chipre                                  | Libra chipriota     | 0.585274                                 | 2008 |
| Malta                                   | Lira maltesa        | 0,4293                                   | 2008 |
| Eslovaquia                              | Corona eslovaca     | 30.126                                   | 2009 |
| Estonia                                 | Corona estonia      | 15.6466                                  | 2011 |
| Letonia                                 | Lats letón          | 0,702804                                 | 2014 |
| Lituania                                | Litas lituana       | 3.4528                                   | 2015 |

## Lista de redenominaciones de moneda
Esta tabla enumera varias redenominaciones de moneda que se han producido, incluido el cambio de nombre de moneda donde la tasa de conversión es 1:1, pero excluyendo la decimalización y la unión a la eurozona, que ya se enumeran en la tabla anterior.
| Nueva unidad                   | Tipo de cambio (antiguo:nuevo) | Unidad                     | Año  | País                            | Causa                                                                              | Nota |
| ------------------------------ | ------------------------------ | -------------------------- | ---- | ------------------------------- | ---------------------------------------------------------------------------------- | --- |
| Austral argentino              | 1,000∶1                        | Peso argentino (1983)      | 1985 | Argentina                       | Inflación                                                                          | |
| Ariary                         | 5∶1                            | Franco malgache            | 2005 | Madagascar                      |                                                                                    | A partir de 1961, los billetes se emitieron denominados tanto en francos como en ariarios. |
| Corona austriaca               | At par                         | Corona austro-húngara      | 1920 | Austria                         | Desintegración de Austria-Hungría                                                  | |
| Chelín austriaco               | 10,000∶1                       | Corona austriaca           | 1925 | Austria                         | Inflación                                                                          | |
| Corona austro-húngara          | 0.5∶1                          | Gulden austro-húngaro      | 1892 | Austria-Hungría                 | Unión monetaria                                                                    | Pasando de la plata al patrón oro |
| Manat                          | 10∶1                           | Rublo soviético            | 1992 | Azerbaiyán                      | Independencia                                                                      | |
| Nuevo manat                    | 5,000∶1                        | Segundo manat azerbaiyano  | 2006 | Azerbaiyán                      | Inflación                                                                          | |
| Bolívar fuerte                 | 1,000∶1                        | (viejo) bolívar            | 2008 | Venezuela                       | Inflación                                                                          | |
| Bolívar soberano               | 100,000∶1                      | Bolívar fuerte             | 2018 | Venezuela                       | Hiperinflación                                                                     | |
| Boliviano                      | 1,000,000∶1                    | Peso boliviano             | 1985 | Bolivia                         | Inflación                                                                          | |
| Nuevo lev                      | 1,000∶1                        | Lev búlgaro                | 1999 | Bulgaria                        | Inflación                                                                          | |
| CFA franco                     | 65∶1                           | Peso de Guinea-Bissau      | 1997 | Guinea-Bissau                   | Unión monetaria                                                                    | Franco CFA de África Occidental |
| CFA franco                     | 4∶1                            | Ekwele                     | 1985 | Guinea Ecuatorial               | Unión monetaria                                                                    | Franco CFA de África Occidental |
| CFA franco                     | 2∶1                            | Franco de Mali             | 1984 | Mali                            | Unión monetaria                                                                    | Franco CFA de África Occidental |
| Escudo                         | 1,000∶1                        | Peso chileno               | 1960 | Chile                           | Inflación                                                                          | |
| Peso                           | 1,000∶1                        | Escudo chileno             | 1975 | Chile                           | Inflación                                                                          | |
| Yuan de oro                    | 3,000,000∶1                    | (viejo) yuan               | 1948 | China (República de China)      | Inflación                                                                          | |
| Yuan de plata                  | 500,000,000∶1                  | Yuan                       | 1949 | China (República de China)      | Hiperinflación                                                                     | |
| Dinar croata                   | At par                         | Dinar yugoslavo de 1990    | 1991 | Croacia                         | Independencia                                                                      | |
| Kuna croata                    | 1,000∶1                        | Dinar croata               | 1994 | Croacia                         |                                                                                    | |
| Cruzado                        | 1,000∶1                        | Cruzeiro (nuevo)           | 1986 | Brasil                          | Inflación                                                                          | |
| Nuevo cruzado                  | 1,000∶1                        | Cruzado                    | 1989 | Brasil                          | Inflación                                                                          | |
| Cruzeiro (antiguo)             | 1,000∶1                        | Real (viejo)               | 1942 | Brasil                          | Inflación                                                                          | El cruzeiro era un nombre alternativo para mil reales |
| Cruzeiro (nuevo)               | 1,000∶1                        | Cruzeiro (antiguo)         | 1967 | Brasil                          | Inflación                                                                          | |
| Cruzeiro                       | At par                         | Cruzado nuevo              | 1990 | Brasil                          | Renombrar                                                                          | |
| Cruzeiro real                  | 1,000∶1                        | Cruzeiro                   | 1993 | Brasil                          | Inflación                                                                          | |
| Đồng (unificado)               | 0.8∶1                          | Dồng                       | 1978 | Vietnam del Sur                 | Unificación                                                                        | |
| Ekwele                         | At par                         | Peseta guineana            | 1975 | Guinea Ecuatorial               |                                                                                    | |
| Rublo de Bielorrusia           | 10∶1                           | Rublo soviético            | 1994 | Bielorrusia                     | Desintegración de la Unión Soviética                                               | Cuando todavía se usaban rublos soviéticos en Bielorrusia, se suponía que las denominaciones del rublo bielorruso eran diez veces más que los rublos soviéticos.                               |
| Franco de Guinea               | At par                         | CFA franco                 | 1959 | Guinea                          | Independencia                                                                      | |
| Kwanza                         | At par                         | Escudo angoleño            | 1975 | Angola                          | Independencia                                                                      | |
| Denar de Macedonia             | At par                         | Dinar yugoslavo de 1990    | 1992 | Macedonia del Norte             | Independencia                                                                      | El primer denar era una moneda temporal, no se emitieron monedas. |
| Shilling ugandés               | At par                         | Shilling Africano oriental | 1966 | Uganda                          | Independencia                                                                      | |
| Zaïre                          | 1,000∶1                        | Franco congoleño           | 1967 | República Democrática del Congo | Inflación                                                                          | |
| Franco de Guinea               | At par                         | Syli                       | 1985 | Guinea                          |                                                                                    | |
| Franco de Mali                 | At par                         | CFA franco                 | 1962 | Mali                            | Independencia                                                                      | |
| Cedi                           | 1.2∶1                          | Viejo cedi                 | 1967 | Ghana                           | Decimalización, cambio de gobierno                                                 | Esta fue una oportunidad para eliminar a Kwame Nkrumah de todas las denominaciones. |
| Dracma griego                  | 50,000,000,000∶1               | Dracma griego              | 1944 | Grecia                          | Hiperinflación                                                                     | |
| Dracma                         | 1,000∶1                        | Dracma griego              | 1954 | Grecia                          | Inflación                                                                          | |
| Peso de Guinea-Bisáu           | At par                         | Escudo guineano portugués  | 1975 | Guinea-Bisáu                    | Independencia                                                                      | |
| Syli                           | 10∶1                           | Franco guineano            | 1971 | Guinea                          |                                                                                    | |
| Hryvnia                        | 100,000∶1                      | Karbovanets                | 1996 | Ucrania                         | Inflación                                                                          | |
| Forin húngaro                  | 4×1029∶1                       | Pengő húngaro              | 1946 | Hungría                         | Hiperinflación                                                                     | |
| Forin húngaro                  | 200,000,000∶1                  | Adópengő húngaro           | 1946 | Hungría                         | Hiperinflación                                                                     | |
| Corona húngara                 | At par                         | Corona austro húngara      | 1919 | Hungría                         | Desintegración de Austria-Hungría                                                  | |
| Pengő húngaro                  | 12,500∶1                       | Corona húngara             | 1927 | Hungría                         | Inflación                                                                          | |
| Corona de Islandia             | 100∶1                          | Corona de Islandia         | 1981 | Islandia                        | Hiperinflación                                                                     | |
| Shekel                         | 10∶1                           | Libra israelí              | 1980 | Israel                          | Inflación                                                                          | |
| Karbovanets                    | At par                         | Rublo                      | 1992 | Ucrania                         | Independencia                                                                      | |
| Kwanza reajustado              | 1,000∶1                        | Nuevo kwanza               | 1995 | Angola                          | Inflación                                                                          | |
| đồng                           | 500∶1                          | Đồng                       | 1975 | Vietnam del sur                 | Caída de Saigón                                                                    | |
| litas de Lituana               | 100∶1                          | Talonas                    | 1993 | Lituania                        | Inflación                                                                          | |
| Marco finlandés                | 100∶1                          | Marco finlandés            | 1963 | Finlandia                       | Inflación                                                                          | |
| Nuevo franco                   | 100∶1                          | Franco francés             | 1960 | Francia                         | Inflación                                                                          | Nuevo fue una designación temporal retirada en 1963. |
| Nuevo cedi                     | 10,000∶1                       | Cedi                       | 2007 | Ghana                           | Inflación                                                                          | |
| Nuevo Leone                    | 1,000∶1                        | (viejo) Leone              | 2023 | Sierra Leona                    | Inflación                                                                          | |
| Nuevo metical                  | 1,000∶1                        | (viejo) meticais           | 2006 | Mozambique                      | Inflación                                                                          | |
| Nuevo shekel                   | 1,000∶1                        | Shekel                     | 1986 | Israel                          | Inflación                                                                          | |
| Nuevo dólar Taiwán             | 40,000∶1                       | Dólares de Taiwán          | 1949 | Taiwán (República de China)     | Inflación                                                                          | Nuevo es una designación oficial y todavía se utiliza en documentos oficiales |
| Córdoba                        | 12.5∶1                         | Peso de Nicaragua          | 1912 | Nicaragua                       |                                                                                    | |
| Córdoba                        | 1,000∶1                        | Córdoba                    | 1988 | Nicaragua                       |                                                                                    | |
| Córdoba                        | 5,000,000∶1                    | Córdoba                    | 1991 | Nicaragua                       | Inflación                                                                          | |
| Won de Corea del Norte         | 100∶1                          | Won norcoreano             | 2009 | Corea del Norte                 | Inflación                                                                          | Redenominación por estado |
| Nuevo zaïre                    | 3,000,000∶1                    | First Zaïre                | 1993 | República Democrática del Congo | Inflación                                                                          | |
| Nuevo kwanza                   | At par                         | First Kwanza               | 1990 | Angola                          | Incautación de la oferta monetaria por parte del gobierno                          | Los angoleños solo podían cambiar el 5% de todos los billetes antiguos por otros nuevos; tuvieron que canjear el resto por valores gubernamentales                                             |
| Nuevo peso                     | 1,000∶1                        | Peso moneda nacional       | 1973 | Uruguay                         | Inflación                                                                          | |
| Nuevo peso mexicano            | 1,000∶1                        | Peso mexicano              | 1993 | México                          | Inflación                                                                          | Nuevo fue una designación temporal eliminada en 1996 |
| Ouguiya                        | 5∶1                            | CFA franco                 | 1973 | Mauritania                      |                                                                                    | |
| Inti                           | 1,000∶1                        | Sol peruano (1863)         | 1985 | Perú                            | Inflación                                                                          | |
| Nuevo sol                      | 1,000,000∶1                    | Inti peruano               | 1991 | Perú                            | Hiperinflación                                                                     | La designación de "nuevo" duró hasta 2015. |
| Peseta guineana                | At par                         | Peseta                     | 1969 | Guinea Ecuatorial               | Independencia                                                                      | |
| Peso (convertible)             | 10,000∶1                       | Austral                    | 1992 | Argentina                       | Inflación                                                                          | |
| Peso argentino                 | 10,000∶1                       | Peso                       | 1983 | Argentina                       | Inflación                                                                          | |
| Peso boliviano                 | 1,000∶1                        | Boliviano                  | 1963 | Bolivia                         | Inflación                                                                          | |
| Peso ley                       | 100∶1                          | Peso moneda nacional       | 1970 | Argentina                       | Inflación                                                                          | |
| Peso moneda corriente          | 8∶1                            | Real                       | 1826 | Argentina                       |                                                                                    | |
| Peso moneda nacional           | 25∶1                           | Peso moneda corriente      | 1881 | Argentina                       | Inflación                                                                          | |
| Peso uruguayo                  | 1,000∶1                        | Nuevo peso                 | 1993 | Uruguay                         | Inflación                                                                          | |
| Złoty polaco                   | 10,000∶1                       | Złoty polaco               | 1995 | Polonia                         | Inflación                                                                          | |
| Real                           | 2,750∶1                        | Cruzeiro real              | 1994 | Brasil                          | Inflación                                                                          | Moneda ancla: dólar estadounidense |
| Rentenmark                     | 1,000,000,000∶1                | Papiermark                 | 1923 | Alemania                        | Hiperinflación                                                                     | |
| leu rumano                     | 10,000∶1                       | leu rumano                 | 2005 | Rumanía                         | Inflación                                                                          | |
| Dobra de Santo Tomé y Príncipe | 1,000∶1                        | Dobra                      | 2018 | Santo Tomé y Príncipe           | Inflación                                                                          | |
| Franco congolés                | 100,000∶1                      | Nuevo zaïre                | 1998 | República Democrática del Congo | Inflación                                                                          | |
| Kwanza                         | 1,000,000∶1                    | Kwanza reajustado          | 1999 | Angola                          | Inflación                                                                          | |
| Denar macedonio                | 100∶1                          | Denar de Macedonia         | 1993 | Macedonia del Norte             |                                                                                    | |
| Ouguiya                        | 10∶1                           | Ouguiya de Mauritania      | 2018 | Mauritania                      | Inflación                                                                          | La redenominación fue una oportunidad para que el banco central introdujera billetes de polímero más seguros.                                                                                  |
| Nuevo yuan renminbi            | 10,000∶1                       | Yuan renminbi              | 1955 | China (República de China)      | Inflación                                                                          | |
| Rublo                          | 1,000∶1                        | Rublo                      | 1998 | Rusia                           | Inflación                                                                          | |
| Libra                          | 1,000∶1                        | Libra sudanés              | 2007 | Sudán                           | Inflación                                                                          | Unificación monetaria (tratado de paz) |
| Libra                          | 100∶1                          | Dinar sudanés              | 2007 | Sudán                           | Inflación                                                                          | Unificación monetaria (tratado de paz) |
| Shilling                       | 100∶1                          | Shilling de Uganda         | 1987 | Uganda                          | Inflación                                                                          | |
| Tolar                          | At par                         | Dinar de Yugoslavia 1990   | 1991 | Eslovenia                       | Independencia                                                                      | |
| Hwan surcoreano                | 100∶1                          | Won surcorenao             | 1954 | República de Corea              | Inflación después de la guerra de Corea (1950-1953), Independencia de Japón (1945) | |
| Won surcoreano                 | 10∶1                           | Hwan surcoreano            | 1963 | República de Corea              | Inflación                                                                          | |
| Dinar sudanés                  | 10∶1                           | Libra sudanesa             | 1992 | Sudán                           | Inflación                                                                          | Aplicado solo a Sudán del Norte |
| Dólar de Surinam               | 1,000∶1                        | Guilder surinamés          | 2004 | Surinam                         | Inflación                                                                          | Se declaró que las monedas antiguas denominadas en centavos valían su valor nominal en centavos nuevos.                                                                                        |
| Talonas                        | At par                         | Rublo soviético            | 1991 | Lituania                        | Independencia                                                                      | |
| Rublo                          | 10,000∶1                       | Rublo bielorruso           | 2016 | Bielorrusia                     | Inflación                                                                          | |
| Nueva lira                     | 1,000,000∶1                    | Lira turca                 | 2005 | Turquía                         | Inflación                                                                          | La designación "nueva" duró hasta 2009. |
| Nuevo manat                    | 5,000∶1                        | (viejo) manat              | 2009 | Turkmenistán                    | Inflación                                                                          | |
| Dólar norteamericano           | 25,000∶1                       | Sucre                      | 2000 | Ecuador                         | Inflación                                                                          | Dolarización total de billetes. Ecuador también emitió monedas de centavo ecuatoriano |
| Dólar norteamericano           | 8.75∶1                         | Colón                      | 2001 | El Salvador                     | Dolarización                                                                       | |
| Dinar yugoslavo de 1944        | 40∶1                           | Kuna                       | 1944 | Yugoslavia                      |                                                                                    | Dinar de la Federación Yugoslava reconstituida que reemplaza la moneda en uso en sus constituyentes                                                                                            |
| Dinar yugoslavo de 1944        | 20∶1                           | Dinar serbio de 1941       | 1944 | Yugoslavia                      |                                                                                    | Dinar de la Federación Yugoslava reconstituida que reemplaza la moneda en uso en sus constituyentes                                                                                            |
| 1966 dinar                     | 100∶1                          | 1944 dinar                 | 1966 | Yugoslavia                      | Inflación                                                                          | |
| 1990 dinar                     | 10,000∶1                       | 1966 dinar                 | 1990 | Yugoslavia                      | Inflación                                                                          | |
| 1992 dinar                     | 10∶1                           | 1990 dinar                 | 1992 | Yugoslavia                      | Inflación                                                                          | |
| 1993 dinar                     | 1,000,000∶1                    | 1992 dinar                 | 1993 | Yugoslavia                      | Hiperinflación                                                                     | Sin designación oficial |
| 1994 dinar                     | 1,000,000,000∶1                | 1993 dinar                 | 1994 | Yugoslavia                      | Hiperinflación                                                                     | Duró 23 días. |
| Nuevo dinar                    | 13,000,000∶1                   | 1994 dinar                 | 1994 | Yugoslavia                      | Hiperinflación                                                                     | Inicialmente vinculado al marco alemán al ser renombrado, pero posteriormente sujeto a deriva.                                                                                                 |
| Kuacha de Zambia               | 1,000∶1                        | (viejo) kuacha             | 2013 | Zambia                          | Inflación                                                                          | |
| Dólar de Zimbabue              | 1,000∶1                        | Dólar de Zimbabue          | 2006 | Zimbabue                        | Inflación                                                                          | |
| Dólar de Zimbabue              | 10,000,000,000∶1               | Dólar de Zimbabue          | 2008 | Zimbabue                        | Hiperinflación                                                                     | |
| Dólar de Zimbabue              | 1×1012∶1                       | Dólar de Zimbabue          | 2009 | Zimbabue                        | Hiperinflación                                                                     | Posteriormente abandonado y reemplazado por notas de bonos de Zimbabue y el Zimdólar en febrero de 2019 después de un período de tiempo en el que se utilizaron numerosas monedas extranjeras. |

## Alternativas
El dinero de la invasión japonesa sufrió una fuerte inflación. Al final de la Segunda Guerra Mundial, los gobiernos de los países y territorios liberados optaron por simplemente declararlos inútiles.
En 2016, el peso colombiano estaba valorado en alrededor de 3.000 por dólar estadounidense, con billetes de hasta 50.000 pesos. En lugar de redenominar la moneda, se introdujo un nuevo diseño de billetes, con los últimos tres ceros reemplazados por la palabra "mil", lo que facilita la lectura de los valores.